# Lake Coorong
Lake Coorong är en sjö i Australien. Den ligger i delstaten Victoria, omkring 330 kilometer nordväst om delstatshuvudstaden Melbourne. Lake Coorong ligger 77 meter över havet.
Trakten runt Lake Coorong består till största delen av jordbruksmark. Trakten runt Lake Coorong är nära nog obefolkad, med mindre än två invånare per kvadratkilometer. Genomsnittlig årsnederbörd är 347 millimeter. Den regnigaste månaden är juli, med i genomsnitt 49 mm nederbörd, och den torraste är december, med 12 mm nederbörd.